# إينغفار سفينسون (لاعب كرة قدم)
إينغفار سفينسون (بالسويدية: Ingvar Svensson)‏ هو لاعب كرة قدم سويدي في مركز الوسط، ولد في 16 ديسمبر 1939 في السويد. شارك مع منتخب السويد لكرة القدم.

## وصلات خارجية
- إينغفار سفينسون (لاعب كرة قدم) على موقع الاتحاد الأوربي (الإنجليزية)
- إينغفار سفينسون (لاعب كرة قدم) على موقع قاعدة بيانات كرة القدم.إي يو (الإنجليزية)
- إينغفار سفينسون (لاعب كرة قدم) على موقع ناشيونال فوتبول تيمز (الإنجليزية)
- إينغفار سفينسون (لاعب كرة قدم) على موقع Soccerway.com (الإنجليزية)